# Ялхой
Ялхой (чечен. Ялхой, в ед. ч. Йалхо) — один из чеченских тайпов, входящий в общество нохчмахкахой. Члены этого тайпа, в основном, расселены в предгорной и в равнинной части Чечни.

## Этимология
Версия № 1:
По народным преданиям, тайп ялхой произошёл от шести стражников — йалх (шесть), хой (стражники), которые охраняли рубежи чеченских земель.
Версия № 2:
Ялхой в древности по повелению Мехк-кхела (Совет Страны) занимались сбором налогов, то есть были сборщиками налогов: йал (налог), хой (причастие).
Версия № 3:
В чеченском словаре А. Т. Карасаева, А. Г. Мациева — слово «ялхо» от слова «йолахо» переводится как «наёмник, наёмный солдат/работник». Можно предположить что ялхой в древности считались трудолюбивыми и нанимались чтобы строить, работать, охранять и так далее.

## История

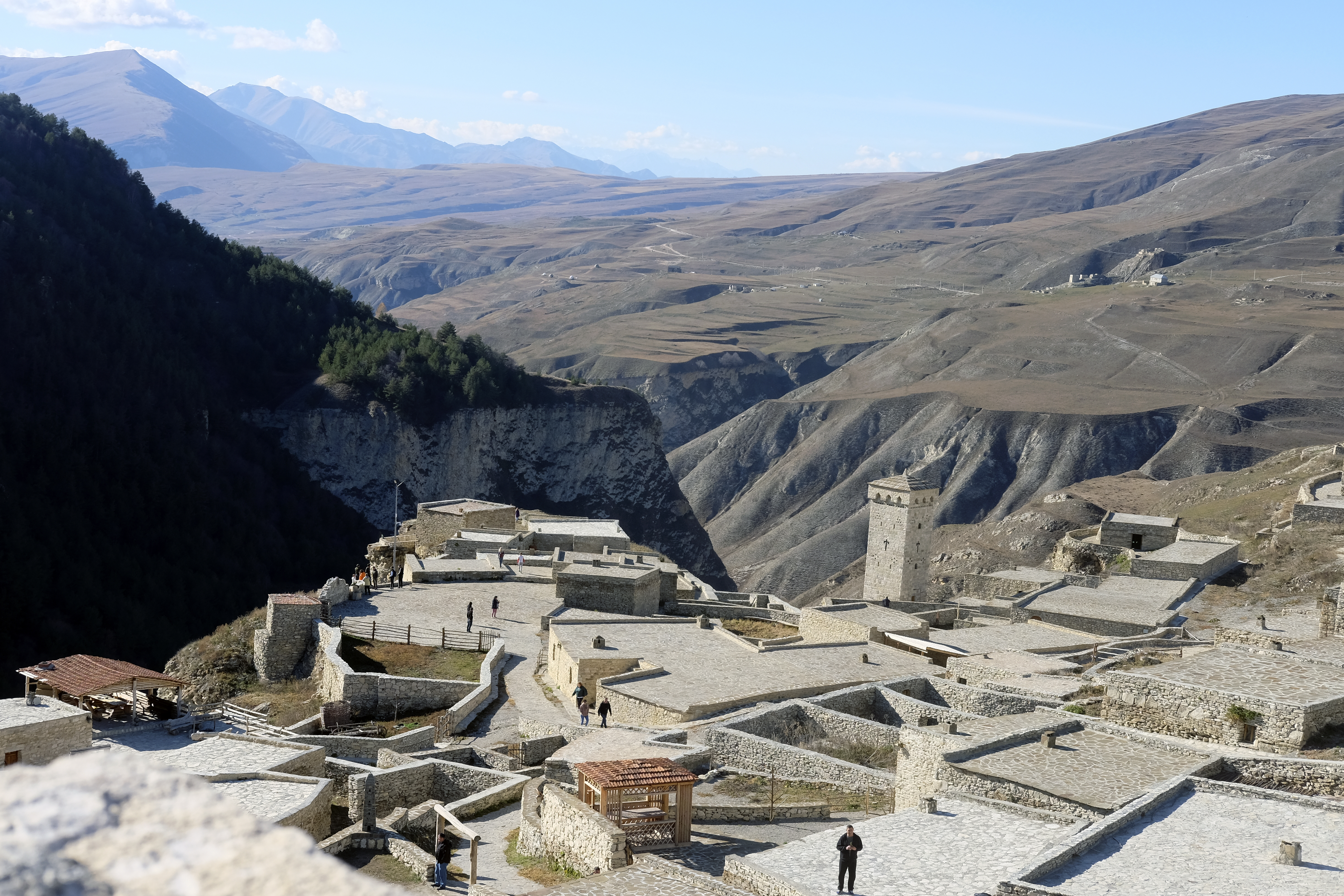
Древний город Хой

Родовое село тайпа (Хой, Веденский район)
По преданию старейшин из Майртупа, ялхоевцы вместе с чартоевцами спустились на равнину с гор из места Хой. Ялхой основали такие населённые пункты как Старая Сунжа, Майртуп, Ломаз-Юрт, Ялхой-Мохк и Гелдаган. Ялхой-Мохк стал главным центром тайпа и ныне ошибочно считается родовым селом всего общества.
У тайпа есть собственная гора в Салатавии (Казбековский район) записанная в документах как Ялхи-Сиген (чеч. Ялхой-Цана) — буквально «Ялхинский покос», то есть покосная гора чеченского тайпа ялхой. В Салатавии были представлены как ялхой, так и, по-видимому, бийтарой, которые, суть, одно целое.
У тайпа есть своя родовая башня в Нашхе не далеко от селения Чармах. По преданию ее построил один из пращуров тайпа со своими шестью сыновьями для защиты Нашхи при татаро-монгольском нашествии.

## Расселение
Представители тайпа ялхой живут в селах: Старая Сунжа, Курчалой, Майртуп, Джигурты, Ломаз-Юрт, Чечен-Аул, Цоци-Юрт и Гелдаган. В период Кавказской войны село Старая Сунжа, основанное ялхоевцами, было трижды сожжено царскими войсками. После выселения чеченцев и ликвидации Чечено-Ингушской АССР селение Ялхой-Мохк было переименовано в Тлядал и заселено выходцами из соседнего Дагестана. После восстановления Чечено-Ингушской АССР, населённому пункту вернули прежнее название Ялхой-Мохк.

## Состав
Ялхоевцы также распадаются на следующие ветви:
— КІотар-гар (КӀотархой)
— БугІат-некъе
— Байти-некъе
— Бабат-некъе
— Мути-некъе
— Макалш-некъе
— КІаьрсиг-некъе